# Славонија
Славонија је историјска и географска област у данашњој Хрватској. Назив области потиче од општег латинског назива за земљу Словена (лат. Sclavonia). Просторни опсег Славоније се током историје мењао у складу са геополитичким променама на ширем подручју између речних токова Саве и Драве. Првобитни просторни опсег Славоније обликован је у време постојања средњовековне Бановине Славоније, из које се развила нововековна Краљевина Славонија. Током 18. века, појам Славоније је постепено сужен на данашњу географску област, која лежи између доњих токова Драве и Саве. Ова област је пољопривредно најразвијенији део данашње Хрватске.

## Назив
Обласни назив (хороним) Славонија у том облику потиче од општег латинског назива за земљу Словена (лат. Sclavonia / Slavonia), a уже регионално значење се усталило стварањем Бановине Славоније. Домаће славонско становништво је употребљавало и изворни назив Словиње, који се одржао у локалној употреби све до 18. века.

## Историја
Током историје, појам Славоније се мењао, како по пространству које је обухватао, тако и по свом геополитичком значењу. Недуго након досељавања Словена на подручје јужне Паноније (Панонија Савија и Панонија Секунда), ове области су потпале под врховну власт Авара. Словенско становништво ових области припадало је скупини Панонских Словена. Током франачко-аварских ратова крајем 8. и почетком 9. века, на овим просторима је створена посебна словенска држава - Посавска кнежевина, која је признавала врховну власт Франачког царства. Главни град ове словенске кнежевине је био Сисак. Словенско становништво ове области се на челу са својим кнезом Људевитом Посавским побунило против франачке власти, али овај устанак је на крају био угушен. Потом је у овој области владао кнез Ратимир, а средином 9. века читаво подручје је укључено у састав шире словенске кнежевине којом су владали Прибина и Коцељ.
Крајем 9. века, за време владавине кнеза Браслава, у ову област су почели да упадају Мађари. Током читавог 10. и 11. века, шире подручје између речних токова Драве и Саве било је поприште честих сукоба између суседних држава: Источнофраначког краљевства, Мађарске кнежевине и Хрватске краљевине. Крајем 11. века у овој области је успостављена мађарска власт, на челу са кнезом Алмошем, што је представљало међукорак ка потпуном укључивању читавог подручја у састав Краљевине Угарске. У то време је основана и Загребачка бискупија, која је обухватала читаву област тадашње Славоније. У раздобљу од 13. до 15. века, на овом подручју је постојала посебна управна област - Бановина Славонија, која је обухватала три жупаније: Загребачку, Крижевачку и Вараждинску. Земаљским пословима у овој угарској покрајини управљали су славонски бан и славонски сабор. Крајем 15. века, угарски владари су у своју краљевску титулу унели и помен Славоније, чиме је озваничено уздизање ове бановине на степен краљевине (лат. Regnum Sclavoniae).
Као јужни огранак Панонских Словена, становници средњовековне Славоније су током раздобља угарске власти успели да очувају своју етничку посебност, за разлику од северног дела Панонских Словена, у прекодравским областима, који су током времена највећим делом мађаризовани, иако су се трагови њихове племенске и језичке посебности очували у културном и лингвистичком наслеђу становништва Панонске низије. Као потомци јужног дела Панонских Словена, становници средњовековне Славоније, односно стари Славонци, очували су своју народну посебност све до раног нововековног раздобља, када су потпали под удар хрватизације.
Током читавог средњовековног и раног нововековног раздобља, Славонија се према западу простирала све до реке Сутле, а њен тадашњи западни део се називао Горња Славонија (лат. Sclavonia superior), обухватајући простор од Сутле до Илове, док се преостали део од реке Илове према истоку називао Доња Славонија (лат. Sclavonia inferior). Тек након Бечког рата (1683—1699), појам Славоније је постепено сужен на дотадашњу Доњу Славонију, која је сачувала славонско обласно име, док је некадашња Горња Славонија преименована у Северну Хрватску.
Иако је Краљевина Славонија била управно повезана са Краљевином Хрватском у лику заједничког бана (од 1476. године) и заједничког сабора (од 1558. године), државно-правни статус Краљевине Славоније (лат. Regnum Sclavoniae) се очувао све до 1867. године, када је извршено њено државно-правно спајање са Краљевином Хрватском, чиме је створена јединствена Краљевина Хрватска и Славонија. Током аустроугарског раздобља, на подручју славонских жупанија се развило регионално славонство, које се испољавало у виду залагања за очување земаљске посебности Славоније у односу на Хрватску. Ова настојања су крајем 19. и почетком 20. века покушали да искористе угарски државници, међу којима се истицао Карољ Куен-Хедервари, који је као хрватско-славонски бан (1883—1903) пружао отворену подршку свим поборницима славонства.
Након стварања Краљевине СХС (1918), појавила се замисао о стварању посебне славонске управне области, са Осијеком као главним градом. Ова замисао је спроведена у склопу преуређења државне управе, када је Краљевина СХС подељена на управне области. Том приликом је створена и посебна Осјечка област, која је обухватала читаву савремену Славонију. Осјечка област је постојала до 1929. године, када је извршено ново преуређење државне управе. Тада је читава Славонија укључена у састав новостворене Савске бановине.
Током НОБ-а (1941—1945), постојала је замисао да се у оквиру Хрватске као будуће федералне јединице у новој Југославији створи и посебна аутономна јединица Славонија, те је стога већ током 1943. године основан и посебни Обласни народноослободилачки одбор Славоније. Међутим, ово тело је укинуто 1945. године, недуго по окончању рата, пошто је замисао о аутономији Славоније сузбијена од стране поборника унитарног уређења новостворене федералне јединице, која је названа Народна Република Хрватска. Привремена обнова обласне самоуправе у Славонији извршена је током 1949. године, када је створена нова Осјечка област, позната и као Славонска област, Међутим, ова административна јединица је била кратког века, пошто је укинута већ током 1951. године.
Након стварања независне Републике Хрватске (1991—1992), поједини регионални покрети и странке (Hrvatski demokratski sabor Slavonije i Baranje) су се у склопу планова о регионализацији државне управе залагали за стварање Славоније као посебне јединице са својим обласним сабором, али ове замисли су одбачене, пошто је славонско аутономаштво означено као опасно по очување државног јединства Хрватске.

## Привреда
На пољопривредним површинама узгајају се већином житарице (пшеница и кукуруз), индустријско биље (шећерна репа, уљарице, крмно биље и дуван), те у нешто мањој мјери воће (јабуке, крушке, шљиве). У источном дијелу развијено је и виноградарство. У сточарској производњи превладава говедарство и свињогојство. Развијено је и рибарство.
Славонске шуме пружају важан извор дрвне грађе. Искориштавање шума, које је започело још средином 19. вијека, и данас је врло активно, али због неразвијености процеса обраде, не представља посебно профитабилну индустријску грану.

## Становништво
Већину данашњег становништва Славоније чине Хрвати, док су Срби највећа етничка мањина. Према попису становништва из 2011. године, свега 133 становника се изјаснило као Славонци.

### Етнички састав по жупанијама
Подаци су из пописа становништва од 2001. године:
- Вировитичко-подравска: 89,47% Хрвати, 7,08% Срби, 0,27% Мађари, 0,25% Албанци, 0,10% Чеси
- Осјечко-барањска: 83,89% Хрвати, 8,73% Срби, 2,96% Мађари, 0,65% Словаци, 0,30% Роми, 0,29% Немци, 0,26% Албанци, 0,15% Словенци, 0,12% Бошњаци, 0,11% Црногорци
- Пожешко-славонска: 88,68% Хрвати, 6,54% Срби, 0,92% Италијани, 0,90% Чеси, 0,26% Мађари, 0,17% Албанци, 0,14% Словаци
- Бродско-посавска: 93,98% Хрвати, 3,02% Срби, 0,33% Роми, 0,21% Бошњаци, 0,18% Украјинци, 0,16% Албанци
- Вуковарско-сремска: 78,27% Хрвати, 15,45% Срби, 1,00% Мађари, 0,88% Русини, 0,65% Словаци, 0,56% Бошњаци, 0,24% Албанци, 0,23% Украјинци

### Највећи градови
1. Осијек 114.616
2. Славонски Брод 64.612
3. Винковци 35.912
4. Вуковар 31.670
5. Ђаково 30.092
6. Славонска Пожега 28.201
7. Вировитица 22.618
8. Нашице 17.320
9. Жупања 16.383
10. Нова Градишка 15.833